# Remie Olmberg
Remie Olmberg (Paramaribo, 28 augustus 1950) is een Surinaams oud-voetballer. Hij speelde als verdediger voor SV Robinhood en in het Surinaams voetbalelftal. Hij was tien jaar lang de aanvoerder tijdens een van de meest succesvolle periodes van SV Robinhood. Hij won drie landstitels en eindigde drie keer als tweede in de CONCACAF Champions Cup. Later won hij deze cup met SV Transvaal. Hij werd twee keer uitgeroepen tot Surinaams Voetballer van het Jaar.

## Carrière
Olmberg begon op achtjarige leeftijd met voetballen en speelde later in de Mulo-competitie voor de Froweinschool.
Hij maakte in 1969 zijn debuut in het eerste elftal van SV Robinhood waarin verder Theo Blaaker, Ewout Leefland en Wilfred Garden speelden. Zijn invloed op het team leverde hem de aanvoerdersband op en in 1970 werd hij uitgeroepen tot Surinaams Voetballer van het Jaar. In het volgende seizoen won hij zijn eerste nationale titel. Hij kwalificeerde zich met het team voor de CONCACAF Champions Cup van 1972 en leidde het naar een tweede plaats van het toernooi. Olmberg won met Robinhood zijn tweede nationale titel in 1975 en zijn derde in 1976. In de CONCACAF Champions Cup behaalden ze nog tweemaal de tweede plaats. In 1977 werd hij opnieuw uitgeroepen tot Voetballer van het Jaar.
In 1979 stapte Olmberg over naar SV Transvaal en hielp het team in 1981 de CONCACAF Champions Cup te winnen door Atlético Marte uit El Salvador met 2-1 te verslaan. Na driemaal de tweede plaats met SV Robinhood werd dit de eerste keer dat hij de cup won.

## International
Olmberg speelde tijdens de Koninkrijksspelen van 1966 voor het eerst in het jeugdteam van het Surinaamse voetbalelftal. Bij de senioren maakte hij zijn debuut op 28 november 1972 in de kwalificatie voor het WK 1974 tegen Trinidad en Tobago. Olmberg speelde ook in de kwalificatiewedstrijden van het WK 1978. In 1977 won hij met Suriname het CFU-kampioenschap.
Op 1 september 1977 maakte hij deel uit Caribbean All-Stars die in Queen's Park Oval in Trinidad en Tobago een vriendschappelijke wedstrijd speelde tegen New York Cosmos, met onder meer Pelé en Franz Beckenbauer. De wedstrijd eindigde in een 5-2 overwinning voor New York Cosmos.